# Paronomasi
Paronomasi är en retorisk ordlek, en användning av ord som liknar eller påminner om varandra för att visa den dubbeltydighet som finns i vissa termer, eller där ord låter lika. Paronomasi förekommer då man genom att ändra bokstäver eller ljud i ett ord skapar ett nytt nästan likadant. Det finns många olika tillvägagångssätt. Detta kan vara till exempel genom förkortning eller kontraktion av samma bokstav eller genom en förlängning av samma bokstav. Man kan även ta bort bokstäver, kasta om bokstäver, byta ut bokstäver eller lägga till bokstäver.
Ordet paronomasi kommer av klassisk grekiska paronomasía, av para-, 'bortom, mot', och onomasia, 'uttryck'.

## Förekomst
Paronomasin förekommer ofta i reklam och propaganda. Denna typ av ordlek räknas till de troper som används inom den klassiska retoriken i dag. Detta stilmedel hör hemma under kategorin vändningar och bygger helt enkelt på att de är underhållande och eventuellt roliga ordvändningar. I samma kategori finns metafor, metonymi, synekdoke, ironi och under- och överdrift. I dag förknippas ordlekar med vitsar, men de kan ha många funktioner – från rent humoristiska funktioner, till att få någonting att framstå som klokt och kunnigt, till att skapa en specifik känsla.
Paronomasin är användbar för att skapa uppmärksamhet genom att få mottagarna att känna sig smarta när de har listat ut skämtet och gjort kopplingen. Detta är väldigt vanligt i reklamvärlden. Ett exempel är Tele 2 som använder sig av det engelsktalande svarta fåret Frank. På engelska är Frank ett sheep (får) som arbetar för ett företag som är cheap (billigt).
Tvålfabriken Peare's använde sig av paronomasi i sin reklamslogan under 1800-talet: ”Use Peare’s soap and you spare soap.”
Under andra världskriget användes denna retoriska figur för att uppmana svenskar till att inte avslöja hemligheter för fienden. Detta illustrerades med en teckning som bestod av en gul- och blårandig tiger: En svensk tiger.

## Exempel
- Katt åt ben, gick bort.
- Katt åt båt, dog förut.
- Katt åt fjärdedel, bråk i magen.
- Katt åt glödlampa, lös i magen.
- Katt åt haj, hade inge' val.
- Katt åt hip-hoppare, rapade.
- Katt åt linjal, blev mätt.
- Katt åt papper, sket massa.
- Katt åt elskåp, blev proppmätt
- Ställ'et i stället istället.